# 벨린다 발라스키
벌린다 벌래스키(Belinda Balaski, 1947년 12월 8일 ~ )는 미국의 배우이다.
잉글우드에서 태어났다.

## 출연 작품
- 스페이스 워리어 (1998년)
- 스몰 솔저 (1998년)
- 세컨드 시빌 워 (1997년)
- 아메리칸 퍼펙트 (1997년)
- 세 소녀 이야기 (1994, Runaway Daughters)
- 마티니 (1993년)
- 마샬의 환상모험 (1991년) - 마더 역
- 그렘린 2 - 뉴욕 대소동 (1990년)
- 두 남자 (1987년)
- 컴퓨터 우주 탐험 (1985년)
- 그렘린 (1984년)
- 하울링 (1981년)
- 식인어파라나 (1978년) - 벳시 역
- 바비 조 앤 더 아웃로 (1976년)
- 신의 음식 (1976년)
- 캐논볼 (1976년)
- 마지막 승부 (1975년)
- 블랙 아이 (1974년)

### 텔레비전
- SOS 해상 구조대 (1989년)